# ژلیکو چایکوفسکی
ژلیکو چایکوفسکی (انگلیسی: Željko Čajkovski; ۵ مهٔ ۱۹۲۵ – ۱۱ نوامبر ۲۰۱۶) بازیکن فوتبال اهل یوگسلاوی بود.
از باشگاه‌هایی که در آن بازی کرده‌است می‌توان به باشگاه فوتبال دینامو زاگرب، باشگاه فوتبال نورنبرگ، و باشگاه ورزشی وردر برمن اشاره کرد.
وی همچنین در تیم ملی فوتبال یوگسلاوی بازی کرده‌است. چایکوفسکی در مسابقات بین‌المللی در مجموع برندهٔ ۱ مدال نقره شده‌است.